# 伊納瓦亞區
伊納瓦亞區（西班牙語：Distrito de Inahuaya），是秘魯的一個區，位於該國東北部洛雷託大區的烏卡亞利省，始建於1962年2月16日，面積646.04平方公里，海拔高度131米，2005年人口2,120，人口密度每平方公里3.3人。